# 珠官县
珠官县，古县名。珠，又作朱。三国吴赤烏五年（242年）置，治所在今广东省徐闻县南。为珠崖郡治。晋朝及南朝宋属合浦郡。南朝齐废。 